# Nathan Hoover
Nathan Hoover (Arlington, Tennessee; 24 de mayo de 1997) es un baloncestista estadounidense. Con 1,93 metros de estatura, juega en la posición de escolta para Panteras de Aguascalientes de la Liga Nacional de Baloncesto Profesional de México.

## Trayectoria deportiva

### Universidad
Hoover comenzó a jugar baloncesto en la Arlington High School de Tennessee, antes de ingresar en 2016 en el Wofford College, situado en Spartanburg, Carolina del Sur, donde jugaría la NCAA durante cuatro temporadas con los Wofford Terriers desde 2016 a 2020. Promedió 16,6 puntos, 3,9 rebotes y 1,7 asistencias por partido. Fue incluido en 2020 en el segundo mejor quinteto de la Southern Conference

### Profesional
El 31 de julio de 2021, firmó su primer contrato profesional con el BC Borisfen de la Belarusian Premier League.
El 25 de agosto de 2022, se compromete con el Juaristi ISB de la Liga LEB Oro. Su promedio de 16,6 puntos, 2,3 rebotes y 1,4 asistencias por partido en 33 presentaciones no le alcanzaron a su equipo para mantener la categoría.
Regresó a su país y se sumó a los Memphis Grizzlies para disputar la NBA Summer League. Luego de ello, en septiembre de 2023, se incorporó a Instituto de la Liga Nacional de Básquet de Argentina.
El 24 de julio de 2024, firma por el Real Valladolid Baloncesto de la Primera Feb.
El 4 de diciembre de 2024 se desvinculó del Real Valladolid Baloncesto.
El 25 de julio de 2025 es anunciado como refuerzo de Panteras de Aguascalientes en la Liga Nacional de Baloncesto Profesional de México.
 Sin embargo es dado de baja el 20 de agosto por mal rendimiento.